# Know Your Enemy
Know Your Enemy – pierwszy singel zespołu Green Day z albumu 21st Century Breakdown. Swoją premierę miał 16 kwietnia 2009 roku, został wydany przez amerykańską wytwórnie płytową, Reprise Records.

## Pozycje na listach
| Notowania (2009)                        | Najwyższa pozycja |
| --------------------------------------- | ----------------- |
| Australia                               | 20                |
| Austria                                 | 11                |
| Belgia (VL)                             | 26                |
| Belgia (WA)                             | 34                |
| Kanada                                  | 5                 |
| Europa                                  | 23                |
| Niemcy                                  | 14                |
| Irlandia                                | 11                |
| Włochy                                  | 17                |
| Japonia                                 | 5                 |
| Nowa Zelandia                           | 13                |
| Norwegia                                | 17                |
| Szwecja                                 | 8                 |
| Szwajcaria                              | 20                |
| Wielka Brytania                         | 21                |
| US Billboard Hot 100                    | 28                |
| US Billboard Hot Adult Top 40 Tracks    | 36                |
| US Billboard Hot Mainstream Rock Tracks | 1                 |
| US Billboard Alternative Songs          | 1                 |
| US Billboard Rock Songs                 | 1                 |
| US Billboard Pop 100                    | 43                |